# Lac-Pythonga
Lac-Pythonga est un territoire non organisé situé dans la municipalité régionale de comté de La Vallée-de-la-Gatineau, dans la région administrative de l'Outaouais, au Québec.

## Toponymie
Son nom signifie en algonquin : « il y a long de sable où s'approcher en pagayant ».

## Géographie
Il couvre une superficie de 5 130,08 km2.